# Rävasjön, Västerbotten
Rävasjön är en sjö i Skellefteå kommun i Västerbotten och ingår i Bureälvens huvudavrinningsområde.